# José Antonio Torroja
José Antonio Torroja Cavanillas (Madrid, 28 de marzo de 1933 - Madrid, 14 de julio de 2021), II marqués de Torroja fue un ingeniero de caminos español. 

## Biografía
Hijo del prestigioso ingeniero Eduardo Torroja Miret y de Carmen Cavanillas Prosper.
Su primera esposa fue María del Carmen Fungairiño Bringas, hermana del que fuera Fiscal Jefe de la Audiencia Nacional de España, Eduardo Fungariño Bringas.
El matrimonio tuvo nueve hijos: la cantante Ana Torroja, Celia, Yago, Laura, Javier, Carlos, Sandra, Silvia y Álvaro. José Antonio decía de sí mismo con gran modestia y orgullo: «He pasado de ser el hijo de mi padre al padre de mi hija» Su hijo Yago es profesor de electrónica en la Escuela Técnica Superior de Ingenieros Industriales.
Contrajo nuevamente matrimonio con Charo Fernández-Villa Escudero.

### Vida académica
Se graduó como Ingeniero de Caminos (1957), en el momento en que dicha Escuela dejaba el ministerio y se trasladaba a la Escuela Técnica Superior de Ingenieros de Caminos, Canales y Puertos de la Universidad Politécnica de Madrid (ETSICCP). Cinco años después se doctoró en la misma escuela, donde fue posteriormente profesor y catedrático de Hormigón Armado y Pretensado (1967). Concibió y describió la labor del Ingeniero de Caminos como un callado servicio a la sociedad.
Colaboró en la creación de la Escuela de Ingenieros de Caminos de Barcelona, de la que fue el primer director (1973-1979); Posteriormente fue nombrado director de la ETSICCP (1981-1989). Durante su paso por la Universidad, contribuyó en la elaboración del nuevo plan de estudios que se emplearía en los años ochenta.
Durante doce años (1988-2000) presidió el Colegio de Ingenieros de Caminos Canales y Puertos, y se encargó de presidir la Revista de Obras Públicas, digitalizando su colección. Fue nombrado profesor emérito de la ETSICCP (2003).

### Vida profesional

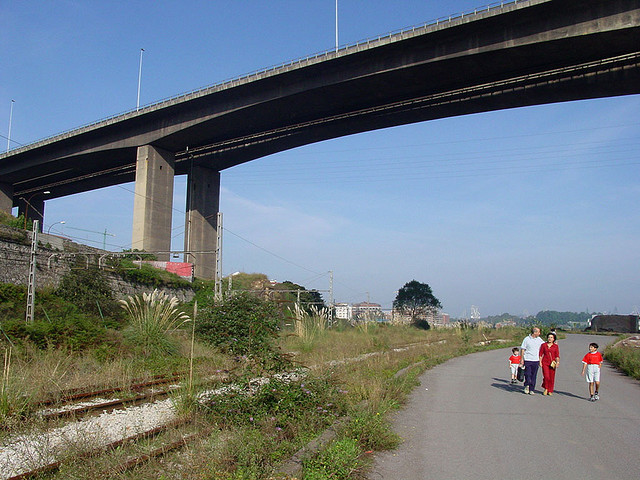
Puente de Róntegui, entre Baracaldo y Erandio, en Vizcaya.

En 1960, entró a trabajar en el estudio de su padre, Torroja Ingeniería. 
Su obra, considerada por los expertos como útil, original y estética es amplia. Entre sus trabajos destacan los puentes proyectados por su originalidad, belleza e innovación en el mundo ingenieril, como son el puente internacional sobre el río Miño o el viaducto de Tamaraceite de Las Palmas de Gran Canaria. Su obra civil favorita es el Camino de Santiago. Se refería a su trabajo, describiéndolo en plural: «Siempre intentamos trabajar con esa sensibilidad en contra de las ataduras técnicas...».

### Fundación Eduardo Torroja
Torroja Cabanillas presidió la fundación que lleva el nombre de su padre Eduardo. Dicha Fundación tiene los siguientes fines:
- El desarrollo de actividades relacionadas con la Arquitectura y Civil como vehículo de potenciación mutua de ambos sectores.
- La identificación y promoción de temas de investigación en estos campos.
- La difusión de las nuevas tendencias y conocimientos de estas disciplinas; todo ello de una forma integradora y multidisciplinar, apoyándose en el ejemplo de Eduardo Torroja.
- La actualización, el mantenimiento y la difusión del inventario detallado de todos los documentos que componen el legado científico y técnico de Eduardo Torroja, con independencia de su ubicación.
- La difusión del conocimiento y aprendizaje del atemporal modelo de pensamiento y actuación con el que Eduardo Torroja creó su escuela internacional y multidisciplinar. Un específico camino destinado a alcanzar la innovación que demanda la cambiante sociedad para su progreso en cada momento de su Historia.

## Premios y distinciones
- Medalla Agustín de Betancourt (2017) otorgada por la Universidad Politécnica de Madrid.[10]
- Premio Nacional de Ingeniería Civil (2007), otorgado por el ministerio de Fomento.[5]
- Medalla de Oro de la Carretera (2006), al reconocerle como referente y uno de los ingenieros españoles más importantes de la historia.[11]
- Doctor honoris causa por la École Nationale des Ponts et Chaussées de París (2006).[6]
- Doctor honoris causa por la Universidad Politécnica de Cataluña (UPC) (1984).
- Colegiado de Honor (2000), concedido por el Colegio de Ingenieros de Caminos Canales y Puertos.[11]
- Medalla de Honor (1984), concedida por el Colegio de Caminos, Canales y Puertos.[11]